# Knoutsodonta jannaella
Knoutsodonta jannaella is een slakkensoort uit de familie van de Onchidorididae. De wetenschappelijke naam van de soort werd voor het eerst geldig gepubliceerd in 2015 door Martynov, N. Sanamyan en Korshunova a\s Adalaria jannaella.